# 朝田善之助
朝田 善之助（あさだ ぜんのすけ、1902年〈明治35年〉5月25日戸籍上は7月4日 - 1983年〈昭和58年〉4月29日）は、日本の部落解放運動家、会社経営者。元部落解放同盟中央執行委員長。

## 生涯
京都府愛宕郡田中村字西田中（現在の京都市左京区田中馬場町）で生まれた。父は滋賀県大津市出身の幾之助、母はみゑ、長兄は幾松、次兄は伊助といった。父は草鞋の製造販売や共同浴場を営んでいた。朝田が生まれた西田中は被差別部落で、古くは川崎村といった。1908年、養正小学校へはいった。1914年、小学校を卒業して寺町五条下ルの篠本靴店へでっち奉公へ出た。
1918年、米騒動で社会運動に目覚める。1922年、全国水平社の創立大会に参加。
1928年1月、地元の西田中で「あの娘すきや、ぜひ嫁にもらいたい」という知人男性の希望を受けて拉致行為に加担し、警察に連絡され、正月3日から5日間引っぱられた。このとき朝田らは、娘が母親と連れ立って風呂に行くところを集団で待ち伏せ、やってきたところを羽織を脱がせて頭からかぶせ、集団で担いで行ったが、当の娘が暴れて逃げたため未遂に終わったという。同年、三・一五事件の後、全国水平社本部の再建にあたって、1940年まで本部幹部を務める。
1931年、全国水平社解消意見を提出し、物議をかもす。
1938年から京都市役所に勤務。
戦時中は松本治一郎らの全国水平社主流派に抗し、1940年8月、北原泰作たちと共に時局便乗の部落厚生皇民運動を組織して全国水平社の解消を企てたため、全国水平社から除名処分を受ける。
1945年8月の日本の降伏後、上田音市・松田喜一らと運動再建について協議した（志摩会談）。
1946年2月の部落解放全国委員会結成に参加し、同委員会京都府連合会を組織、委員長に就任。1947年ごろ日本共産党に入り、同党の部落解放全国委員会全国フラクションのキャップや京都府連委員長を務めたが、みずからが経営する会社「京都製靴」の内紛に関連して1949年1月に離党。
1951年、朝鮮人部落の生活を差別的に描いた小説「特殊部落」を部落差別を興味本位で取り上げた差別小説だと、市当局を追及するよう旧知の市幹部からの依頼を受け指導したオールロマンス闘争をきっかけに、行政闘争路線を活発化させた。
1965年、同和対策審議会答申への対応に関する意見の食い違い、及び松本治一郎の参議院選挙に関する対立から、松本委員長、田中織之進書記長ら社会党系幹部らと共産党系幹部との関係が悪化し、社会党系幹部は共産党系運動論に対置する新たなよりどころとして朝田に接近し、同年の大会運動方針案起草を担当。第20回大会は朝田ら主導の運動方針案を可決し、役員改選では殆どの共産党員を中央執行委員から解任、社会党系幹部と朝田らが新たな主流派を形成した。

この間の事情について、全解連大阪府連の生みの親の一人である和島為太郎らは
と述べていたとされる。また、北原泰作によると「共産党とさえ手を切ってくれるなら同和対策に金はいくらでも出そう」という誘いがさまざまな筋からあり、北原は断ったが、これに乗ってしまったのが朝田善之助だった、ともいう。
同時に、朝田が委員長を務めていた京都府連内部では、多数派であった共産党系幹部と朝田らとの対立が深まり、同年末から翌年にかけて分裂、府連書記局が設置されていた会館の帰属をめぐって、部落問題研究所との間に紛争が発生した（文化厚生会館事件）。
1967年、前年に死去した松本の後を承け、部落解放同盟中央本部の第2代中央執行委員長に就任。
1969年、共産党の部落問題に関する見解を集大成した形で発刊された党農民漁民部編『今日の部落問題』では、朝田の理論的主張を北原の主張とともに、「部落解放同盟内の社会民主主義者による日和見主義理論」として批判、朝田ら解放同盟執行部はこれらの主張を同盟に対する誹謗中傷と看做して、同書発刊直後に開かれた第24回大会では、来賓として出席した共産党代表を紹介だけにとどめ祝辞を読ませないとする対抗措置をとった。
大会の後間もなく発生した矢田事件で共産党員教師が解放同盟矢田支部員を刑事告訴したのを契機に共産党との対立が表面化、共産党に呼応する動きを見せた同盟員に対する統制処分を主導した。
1971年には部落解放同盟全国大会で部落差別に関する3つのテーゼを定式化。これは朝田理論と呼ばれ、部落解放理論として永らく主導的な役割を果たした。
しかし1971年頃から、朝田による地元京都府連の私物化と利権あさりが原因で紛争が生じ、1973年には、衆議院議員会館の玄関で部落解放同盟中央本部の反朝田派に暴行され、病院へかつぎこまれる事件が発生した。1974年には朝田を委員長から解任する動きもあったが、参院選の思惑もからみ、もう1期だけ委員長をやらせてから引退させることになった。
1975年、部落解放同盟内部の派閥抗争により中央執行委員を解任され、さらに部落解放同盟京都府連合会の内紛によって部落解放同盟から排除される。部落解放同盟の内部では「あの人は自分の言うこと聞かなんだら分配しないんやから。で、ついでに自分の腹も肥やしたから、最終的にあの人は民主化闘争という名をもって引きずり下ろされた」と、いわれている。以後は、改良住宅家賃値上げ反対同盟を独自に結成したが、部落解放運動の主流に復帰することはできなかった。
1979年7月4日、「朝田善之助の喜寿を祝う会」が開催され、朝田による教育財団の設立構想が発表された。1981年7月4日、財団法人朝田教育財団が設立され、理事長に選任された。
1983年、死去。部落解放同盟は同盟葬を執行した。

## 人物

### えせ同和行為の源流
1946年4月、京都市田中地区の皮革業関係者を中心に京都製靴株式会社が設立され、社長に朝田が就任した。行政の全面的な支援を受け、軍需物資の払い下げを受けつつ、同和対策事業の一環として設立された会社である。続いて、1946年12月、朝田は日本政府の補助金30万円を受けて京都履物工業共同作業所を設立し代表者となる。また履物工業振興会社、京都皮革販売会社を設立し、それぞれ社長となった。
しかし朝田による非民主的な経営や会社の私物化は地元の田中地区から猛反発を受け、たちまち経営困難に陥った。結局、1949年には京都製靴をはじめとする関連諸会社は解散された。その後、諸会社の機械、器具・資材・製品のすべてが朝田個人の財産になってしまったと木村京太郎は『道ひとすじ』（部落問題研究所）で語っている。
行政が部落解放のために提供した資産を運動体幹部が私してしまう、このような行為がえせ同和行為の源流であると評する者もいる。

### 「差別者をつくるのは簡単だ」
若いころ朝田に師事していた東上高志によると、朝田は常々「差別者をつくるのは簡単だ」と豪語していたという。東上は朝田と共に大阪の朝日新聞社まで歩いていた時、「八百八橋」の一つである「四つ橋」にさしかかり、「東上君、あれを読んでみ」と朝田に言われた。「四つ橋」と東上が答えると、朝田は「お前、今、四つ（被差別部落民の賤称）言うて差別したやないか」と非難してみせた。
このような強引な難癖の付け方は、矢田事件における「木下挨拶状」への糾弾の際にも応用された、と東上は述べている。

### 人柄
多数の部落解放運動家を育成し、朝田学校と呼ばれる流派を率いた反面、人間的には偏狭で好悪の情が強く、部落解放同盟内部にも敵が多く、指導者の器ではないとも評された。
田中水平社の羽根田兼道は、1934年、西園寺公望暗殺謀略の容疑で京都府警に逮捕されたが、やや遅れて同じ警察署に逮捕留置された朝田善之助から「武器は挙がってへん、ガンバレ」と記した便所紙を留置場の居室に投げ込まれた。羽根田はこれを口の中に呑み込んで処分した。
その翌日、羽根田は川端署に送られ、朝田は中立売署に送られた。川端署で羽根田は、取調官から「朝田が白状した。武器は挙がってへん、ガンバレ、というてお前に連絡したとな」と過酷な拷問を受けた。「そのときほどわしは頭に血が上ったことはない。あいつは何もかもわしにかぶせて、自分は中立売署でお客さんみたいにかまえて、のほほんとしておったんや」と、羽根田は回想している。
戦前戦後を通じて朝田と交際があった山本利平は、朝田の人間的な特徴を以下のように記している。
1. 初歩的な理論を学習せず、経験と勘で物を言う。その際には河上肇やマルクスなどの言葉を引用し、博識ぶる。しかし実際には独自の理論は皆無であり、みずからの考えを理論的に文章に書く力がない。このため「記録係」として北原泰作の助けを借りなければならなかった。
2. みずからの思いつきや借り物の理論を絶対化し、それをとことん人に押しつける。自分こそが最高の権威者であり、それを教えてやろうという尊大な人間。学者や政治家と議論をしても「お前さんたちは部落問題や部落解放運動を知らないのだ」というのが最初で最後の結論である。

朝田に師事した岡映は「朝田の善ちゃんも、たしかにえい男や、だがどうして彼は党へ入らんのか。不思議に思うのは、逮捕されても、警察からすぐ出されることだ。俺に言わせると、時勢とはいえ、あまりにもうまく世の中を泳ぎすぎるように思えてならない」という脇坂六郎（非合法時代の日本共産党の同志）の言葉を引用しつつ「『朝善』の言動には、不審なこと、疑惑を抱かせることが少なからずあった」と述べ、朝田が官憲のスパイだった可能性を示唆している。

## 家族
朝田家
- 父・幾之助[3]
- 母・みゑ[3]
- 長兄・幾松[3]
- 次兄・伊助[3]
- 孫・善三（よしみ、京都ビルメンテナンス協会会長）

## 著作
- 『差別と闘いつづけて: 部落解放運動五十年』朝日新聞社、1969年（のち朝日選書145）
- 「国民に訴える」、武田清子編『人権の思想』（戦後日本思想大系2）筑摩書房、1970年、所収
- 『解放運動の基本認識』部落解放同盟中央出版局、1972年
- 朝田善之助監修 木山茂劇画 部落解放研究所企画・編集・制作『差別が奪った青春 : 俺は善枝ちゃんを殺していない!』部落解放研究所、1973年
- 朝田善之助[述]『朝田善之助全記録 : 差別と闘いつづけて』全55巻、朝田教育財団、1986年-2003年